# رفرم یوکی
رفرم یوکی (انگلیسی: Reform UK به معنای اصلاح بریتانیا) که به صورت محاوره ای به عنوان رفرم (انگلیسی: Reform) شناخته می‌شود، یک حزب پوپولیست جناح راستی در بریتانیا است. نایجل فراژ از ژوئن ۲۰۲۴ رهبر آن بوده و ریچارد تایس از ژوئیه ۲۰۲۴ قائم‌مقام رهبری آن را برعهده داشته است. این حزب هم‌اکنون پنج عضو در مجلس عوام بریتانیا و یک عضو در شورای شهر لندن دارد. این حزب همچنین در سطح حکومت‌های محلی نمایندگانی دارد، و بیشتر اعضای شوراهای محلی آن از حزب محافظه‌کار جدا شده و به رفرم پیوسته‌اند. بازگشت مجدد رهبری حزب به فراژ در جریان انتخابات سراسری ۲۰۲۴ بریتانیا، شاهد افزایش شدید حمایت از حزب شد. در این انتخابات این حزب سومین حزب بزرگ از لحاظ آرای مردمی شد و ۱۴٫۳ درصد آرا را کسب کرد.
این حزب در سال ۲۰۱۸ با نام حزب برکسیت توسط فراژ و کترین بلیکلاک با هدف دفاع از برگزیت تأسیس شد. این حزب پیش از خروج بریتانیا از اتحادیه اروپا (EU), این حزب ۲۳ عضو پارلمان اروپا (MEPs) داشت. بزرگ‌ترین پیروزی انتخاباتی آن بردن ۲۹ کرسی و بزرگ‌ترین سهم از آرای ملی در انتخابات پارلمان اروپا در انگلستان (۲۰۱۹) بود. در ۶ ژانویه ۲۰۲۱ در پی تکمیل خروج بریتانیا از اتحادیه اروپا به رفرم یوکی تغییرنام داد.